# Drapeau de la Communauté du Pacifique

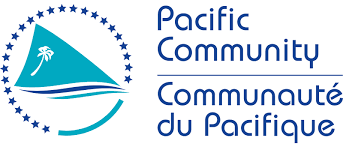
Le logo de la Communauté du Pacifique reprend un certain nombre des éléments graphiques du drapeau.

Le drapeau de la Communauté du Pacifique est un symbole utilisé pour représenter la Communauté du Pacifique, une organisation internationale d'attache océanienne. Le drapeau actuel a été adopté le 6 décembre 1999 lors d'une conférence à Papeete.

## Design et symbolisme
Le drapeau actuel présente un cercle incomplet d'étoiles (chaque étoile représentant un membre de l'organisation), complété par un arc. L'arc représente le secrétariat qui relie les pays entre eux. À l’intérieur du cercle figure un emblème composé d’une voile, d’un océan et d’un palmier. La voile et l'océan symbolisent le lien et l'échange, tandis que la voile elle-même représente un canoë et symbolise le mouvement et le changement. Le palmier symbolise la richesse. Les couleurs visent à refléter le ciel nocturne clair du Pacifique (le champ bleu foncé et les étoiles blanches). La voile turquoise, l'arche et la vague inférieure symbolisent la jeunesse et les chaînes d'îles de la région.

## Ancien drapeau

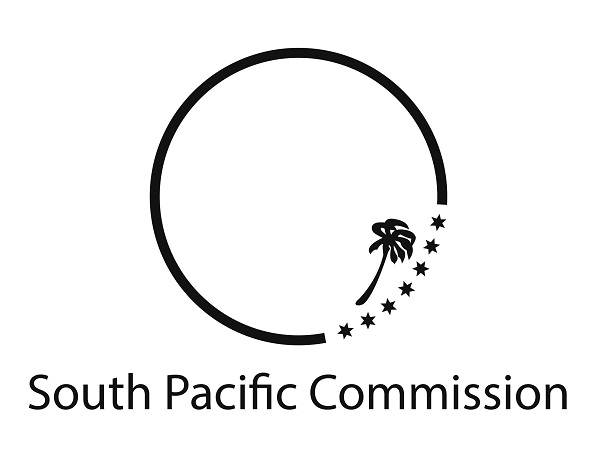
L'ancien drapeau de la Communauté du Pacifique

L'ancien drapeau comportait sur fond bleu un anneau blanc, dont la partie inférieure droite étant remplacée par une chaîne de petites étoiles dorées. Au-dessus des étoiles se trouvait un petit palmier blanc.

## Voir également
- Voir le drapeau sur la wikipédia anglophone.
- Drapeaux des organisations internationales
- Drapeau des Tokelau, comprenant lui aussi une voile d'aspect similaire